# Can Castellví (Molins de Rei-2)
Can Castellví és una obra de Molins de Rei (Baix Llobregat) inclosa a l'Inventari del Patrimoni Arquitectònic de Catalunya.

## Descripció
Casa formada per planta baixa i dos pisos. La primera, amb un sòcol de pedra fins a mitja alçada, consta de la porta d'entrada amb llinda de pedra i una finestra a cada costat. La primera planta, molt senzilla, es caracteritza per tres petits balcons. Finalment, el segon pis té una finestra a cada extrem, i a la part central altres tres en forma d'arc de mig punt. La teulada és a dos aigües paral·leles a la façana i està rematada per una cornisa volada.

## Història
Aquesta casa ja figura datada l'any 1747.